# Невский, Сергей Арсеньевич
Серге́й Арсе́ньевич Не́вский (24 сентября 1908 — 2 июля 1938) — русский ботаник, специалист по орхидеям и злакам.
В 30-х годах XX века работал под руководством Комарова В. Л. в Ленинграде. Принимал участие в подготовке первых томов многотомного издания Флора СССР.

## Научные работы по ботанической номенклатуре
Невским было описано около 30 родов растений преимущественно из семейств Бобовые (Leguminosae), Орхидные (Orchidaceae), Злаки (Poaceae) и несколько сотен видов.
- Невский С. А. О системе трибы Hordeeae Benth. // Труды БИН АН СССР, сер. 1. 1933. Вып. 1. С. 9—32.
- Невский С. А. Gramineae: Schedis ad Herbarium Florae Asiae Mediae, fasc. XXI // Труды САГУ, сер. VIIIb. 1934. Вып. 17. С. 1—32.
- Невский С. А. Gramineae: Schedis ad Herbarium Florae Asiae Mediae, fasc. XXII // Труды САГУ, сер. VIIIb. 1934. Вып. 17. С. 33—72.
- Невский С. А. Материалы к флоре Кугитанга и его предгорий // Труды БИН АН СССР. 1937. Вып. 4. С. 199—346.

Некоторые виды:
- Taeniatherum caput-medusae (L.) Nevski[3]
- Psathyrostachys juncea (Fisch.) Nevski

## Именем Невского названы некоторые таксоны

### Родрастений
- Nevskiella V.I.Krecz. & Vved. — Невскиелла, семейство Злаки[4].

### Подродрастений
- Bromus L. subg. Nevskiella[5]

### Видырастений
- Agropyron nevskii N.A.Ivanova ex Grubov
- Agrostis nevskii Tzvelev
- Allium nevskianum Vved.
- Astragalus nevskii Gontsch.
- Cancrinia nevskii Tzvelev
- Corydalis nevskii Popov
- Critesion nevskianum (Bowden) Tzvelev
- Dactylorhiza × nevskii H.Baumann & Künkele
- Delphinium nevskii Zakirov
- Elymus nevskii Tzvelev
- Elytrigia nevskii (N.A.Ivanova ex Grubov) N.Ulziykh. ex Tzvelev
- Ferula nevskii Korovin
- Hordeum nevskianum Bowden
- Impatiens nevskii Pobed.
- Juncus nevskii V.I.Krecz. & Gontsch.
- Lagochilus nevskii Knorring
- Lappula nevskii Raenko
- Lasiagrostis nevskii Roshev. ex Kom.
- Libanotis nevskii Korovin
- Lysiella nevskii Aver.
- Pistolochia nevskii (Popov) Soják
- Poa nevskii Roshev. ex Kom.
- Scutellaria nevskii Juz. & Vved.
- Seseli nevskii (Korovin) Pimenov & Sdobnina
- Silene nevskii Schischk.
- Taraxacum nevskii Juz.
- Veronica nevskii Boriss.